# Гайдубесермень
Га́йдубесермень (угор. Hajdúböszörmény) — місто в Угорщині, у медьє Гайду-Бігар. Друге за населенням місто медьє після столиці — Дебрецена. Населення — 32 228 осіб (2001).

## Географія і транспорт
Гайдубесермень знаходиться за 20 кілометрів на північний захід від Дебрецена і за 35 кілометрів на північний захід від міста Ньїредьгаза. Місто розташоване в рівнинній місцевості на схід від національного парку Гортобадь. Через місто проходить автотраса Дебрецен — Мішкольц.

## Міста-побратими
- Красник, Польща
- Салонта, Румунія
- Сіілінярві, Фінляндія